# Ambulyx tobii
Ambulyx tobii är en fjärilsart som beskrevs av Inoue 1976. Ambulyx tobii ingår i släktet Ambulyx och familjen svärmare. Inga underarter finns listade i Catalogue of Life.